# Néré Walo
Pour les articles homonymes, voir Walo (homonymie).
Néré Walo (ou Neere Waalo en pulaar, en arabe : نير والو) est une commune rurale du sud de la Mauritanie, située dans le département de Kaédi de la région de Gorgol.

## Géographie
La commune de Néré Walo est située à la pointe ouest de la région de Gorgol et elle s'étend sur 281 km2.
Elle est délimitée au nord par les communes de Djellwar et de Ganki, à l’est par la commune de Kaédi, au sud par le fleuve Sénégal, qui fait la frontière avec le Sénégal, à l’ouest par la commune de Bagodine.

### Villages de cette commune
- Woloum Néré : en 1997, le professeur Jacques Gonzalès, médecin français, y fait construire et mettre en service un centre de santé pour l'Association Santé bien-être, pour les populations du Sahel et de la Mauritanie[réf. nécessaire].

## Histoire
Néré Walo a été érigée en commune par l'ordonnance du 20 octobre 1987 instituant les communes de Mauritanie.

## Démographie
Lors du Recensement général de la population et de l'habitat (RGPH) de 2000, Néré Walo comptait 8 024 habitants.
Lors du RGPH de 2013, la commune en comptait 10 366, soit une croissance annuelle de 2,1 % sur 13 ans.

## Économie
L'agriculture est au centre de l'économie de Néré Walo, comme quasiment toutes les communes de la région. Mais cette économie est fragile car elle rencontre des obstacles à son développement, notamment les conditions climatiques ou le manque de moyens des agriculteurs. Pour faire face à ces obstacles, l'état ou différentes ONG financent des projets qui améliorent les conditions de vie des habitants.
Le développement du maraîchage et de l'élevage est par exemple mis en place pour permettre la sécurité alimentaire des habitants.